# Hólmatindur
Hólmatindur är en bergstopp i republiken Island. Den ligger i regionen Austurland, 400 km öster om huvudstaden Reykjavík. Toppen på Hólmatindur är 985 meter över havet.
Runt Hólmatindur är det mycket glesbefolkat, med 3 invånare per kvadratkilometer. Närmaste större samhälle är Reyðarfjörður, nära Hólmatindur. Trakten runt Hólmatindur består i huvudsak av gräsmarker.